# Geile Zeit
"Geile Zeit" é o terceiro single da banda de rock pop alemão Juli, no álbum Es ist Juli. A canção é sobre um mal romance entre um casal.

## Composição
A composição é feita sobre uma separação entre um casal não muito bem resolvido. A pessoa tenta entender o por quê da situação, lembra os bons momentos vividos entre eles, e no final se conforma com a realidade. Canção escrita por Jonas Pfetzing e Simon Triebel.

## Formação
Eva Briegel nos vocais, Simon Triebel como guitarrista, Marcel Römer como baterista, Andreas "Dedi" Herde nos sons de baixo e Jonas Pfetzing também como guitarrista.